# Посёлок Зверосовхоза (Татарстан)
Зверосовхоза — посёлок в Мамадышском районе Татарстана. Административный центр Урманчеевского сельского поселения.

## География
Находится в центральной части Татарстана на расстоянии приблизительно 35 км на запад-юго-запад по прямой от районного центра города Мамадыш у речки Берсут.

## История
Существовал ещё в XIX веке как усадьба Чаблина-Сухопарова. Официально основан в 1931 году, когда здесь был организован кролиководческий совхоз, позднее зверосовхоз «Берсутский». С 1934 года выращивали лисиц, с 1935 года — крупный рогатый скот. В 1970 году в совхоз завезли песцов и норок. В 2000 году зверосовхоз преобразован в открытое акционерное общество зверосовхоз «Берсутский». В 2001 году ОАО «Берсутский» (бывший зверосовхоз) был признан банкротом, а его имущество — продано с аукциона. Позднее работала агрофирма «Берсутский».

## Население
Постоянных жителей было: в 1970 году— 912, в 1979—810, в 1989—811, в 2002 году 933 (татары 65 %, фактически татары и кряшены), в 2010 году 841.